# Rio Bradu (Buzău)
O Rio Bradu é um rio da Romênia afluente do Rio Buzău, localizado no distrito de Buzău.